# منتخب أيرلندا تحت 20 سنة لاتحاد الرغبي
منتخب أيرلندا تحت 20 سنة لاتحاد الرغبي هو ممثل أيرلندا الرسمي في المنافسات الدولية في اتحاد الرغبي
.

## وصلات خارجية
- الموقع الرسمي